# Café, con aroma de mujer
Café, con aroma de mujer (Brasil: Café com Aroma de Mulher), é uma telenovela colombiana produzida pela então empresa de programação RCN Televisión, antes da abertura de mercado da televisão aberta colombiana e exibida entre 30 de novembro de 1994 a 24 de julho de 1995, em 169 capítulos, pelo canal estatal Canal A (atualmente extinto), substituindo La potra Zaina e substituída por Eternamente Manuela. Foi criada e escrita por Fernando Gaitán, protagonizada por Margarita Rosa de Francisco e Guy Ecker, contando com a atuações antagônicas de Alejandra Borrero, Silvia de Dios e Cristóbal Errázuriz. No Brasil foi exibido pelo canal SBT entre 5 de março de 2001 a 3 de setembro de 2001, sendo reexibida três vezes entre 2005 e 2014. Transmitida e adaptada em vários países, é considerada uma das telenovelas mais populares da televisão colombiana na sua época. Ganhou em 1995, 7 prêmios TVyNovelas, incluindo o de melhor telenovela.

## Enredo
Teresa Suárez (Margarita Rosa de Francisco), apelidada de "Gaviota" ("Gaivota" no Brasil), e sua mãe Carmenza Suárez (Constanza Duque), são duas colhedoras de café que ao longo do ano viajam para diferentes áreas cafeeiras da Colômbia à procura de trabalho onde há colheita. Todo mês de outubro, quando o eixo do café inicia seu pico, elas se mudam para a propriedade Casablanca, no município Filandia, onde têm um trabalho assegurado por seu proprietário, Octavio Vallejo. No início de uma das colheitas, Vallejo morre e toda a sua família, que está espalhada pelo mundo, retorna a Casablanca para o funeral. Ao retornar à fazenda, depois de muitos anos de ausência, seu neto Sebastián Vallejo (Guy Ecker) conhece Gaviota e, com isso, supera o medo que tem pelas mulheres.
Depois de alguns encontros, apaixonam-se perdidamente, sendo para cada um deles a primeira experiência concreta do amor. Ambos se amam secretamente da família aristocrática, mas Sebastián deve retornar a Londres para terminar seus estudos. Os dois concordam em se reunir depois de um ano, na mesma data, para se casar. Logo após a partida de Sebastián, Gaviota descobre que ela está grávida. Com a falta de meios para comunicar com ele e sem ter ninguém a quem recorrer, decide viajar para a Europa a procura dele, sendo enganados por uma rede de tráfico de seres humanos, que se aproveitam de sua ingenuidade esperando realmente explorá-la como prostituta em Paris.
Sebastián retorna depois de um ano para cumprir seu compromisso e na aldeia descobre que Gaviota foi para a Europa como prostituta. Desanimado, e sendo influenciado por seu primo gananciosos Ivan Vallejo (Cristóbal Errázuriz), ele se casa com a amiga Lucía Sandoval (Alejandra Borrero) que concorda em compartilhar sua vida com Sebastián, sem sexo, em troca de estar ao seu lado.
Gaviota, que no exterior troca seu nome para Carolina Olivares, finalmente retorna à Colômbia e chega a Casablanca no mesmo dia do casamento entre Sebastián e Lucía. Desapontada ao descobrir o que aconteceu, Gaivota decide procurar sua mãe e fugir para sempre de Casablanca para buscar um futuro melhor, em Bogotá, onde depois de muitas dificuldades retorna ao mundo do café, desta vez na Cafexport, a empresa exportadora da família Vallejo, usando sua identidade de Carolina Olivares. Sebastián, por outro lado, lamentando seu casamento apressado e sem amor, decide secretamente usar todos os seus meios para procurá-la. Sua busca leva-o ao conflito com Lucia, que apesar de tudo, faz todo o possível para preservar seu casamento, enquanto Ivan e sua esposa Lucretia (Silvia de Dios) secretamente planeja separar ele a todo custo de Gaviota, conseguindo manter toda a herança deixada por Octavio Vallejo.
A partir deste momento os encontros e desentendimentos entre o casal serão uma luta constante até que enfim os dois possam viver sua história de amor.

## Impacto
Café, con aroma de mujer marcou uma grande diferença nas telenovelas na América Latina e na forma como elas eram criadas, porque envolvia dois ambientes até então não haviam sido tão unidos. Ambas as áreas rurais e modernas da Colômbia tiveram um papel importante no desenvolvimento da produção, desde tramas no coração das plantações de café, oferecendo uma vista panorâmica e autêntica da cultura dos cafeicultores colombianos, bem como na capital mostrando o negócio do café em uma grande empresa exportadora e do trabalho da Federação Nacional de Cafeteiros da Colômbia.
Na época das transmissões de Café, con aroma de mujer, o sistema de audiência era diferente dos de hoje, portanto, não há precisão ou certeza de quantas pessoas assistiam a novela, mas é conhecido pelas indicações de audiência da época (29.5 pessoas, 65.1 residências e 69.9% de participação) que foi a novela de maior sucesso na história da televisão pública, e até mesmo parte da televisão privada (até 1999) com a chegada de Yo soy Betty, la fea. Da mesma forma, a novela é o grande fenômeno da história da classificação na Colômbia, lendas urbanas dizem que durante a sua transmissão a Colômbia foi paralisada, no seu capítulo final (aproximadamente 73.2 residências) as seções do congresso da república foram paradas; outros dizem que o a novela tinha mais de 10 milhões de espectadores médios. Sem números de audiência claros não se pode averiguar essa declarações e são denominadas apenas como lendas. Conhece-se que foi superado por Yo soy Betty, la fea, também escrito por Fernando Gaitán, porque excede em número de espectadores e porque o sistema de medida é mais preciso.
Margarita Rosa de Francisco, já popular por seus papéis nas telenovelas Gallito Ramírez de 1986 e Los pecados de Inés de Hinojosa de 1988, e por ter sido segunda colocada no Miss Colômbia (e assim foi a candidata colombiana no Miss Mundo 1985), deu à luz "Gaivota", um dos mais aclamados personagens da televisão colombiana e o trabalho mais importante da atriz.
A trama da novela se passa em Filandia, um município da Colômbia, localizado no departamento de Quindío, aonde foram também as gravações da novela e que atraiu a atenção do público para o município e aumentou o turismo na região.
Em janeiro de 1997 a editora Ediciones B publicou Café Con Aroma de Mujer - La Historia Original de Una Telenovela Inolvidable, que consiste no argumento original de 80 páginas criado para a novela para a RCN por Fernando Gaitán.

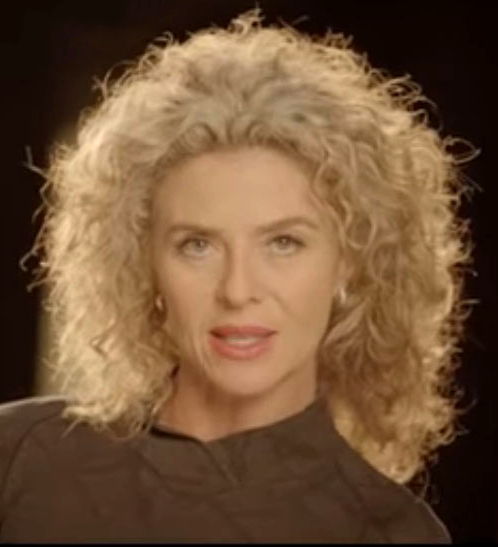
Margarita Rosa de Francisco interpretou a protagonista Teresa "Gaviota" Suárez

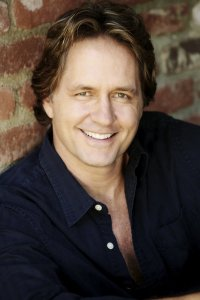
Guy Ecker interpretou o protagonista Sebastião Vallejo

## Elenco

### Elenco principal
- Margarita Rosa de Francisco: Teresa "Gaviota" Suárez / Carolina Olivares Maldonado
- Guy Ecker: Sebastián Vallejo Cortéz
- Alejandra Borrero: Lucía Sandoval Falcón de Vallejo
- Cristóbal Errázuriz: Ivan Vallejo Sáenz
- Silvia de Dios: Lucrecia Rivas De Vallejo
- Constanza Duque: Carmenza Suárez

### Elenco de apoio
- Dora Cadavid: Cecilia de Vallejo
- Danna García: Marcela Vallejo Cortéz
- Lina María Navia: Paula Vallejo Cortéz
- Santiago Bejarano: Miguel Alfonso Tejeiros
- Gustavo Corredor: Rafael Vallejo
- Gerardo de Francisco: Francisco Vallejo
- Myriam de Lourdes: Ángela Sáenz de Vallejo
- Guillermo Vives: Bernardo Vallejo Sáenz
- Juan Ángel: Mauricio Salinas
- Oscar Borda: Harold McLein
- Claudia Liliana González: Daniela Reyes
- Manuel Busquets: Jorge Latorre
- Andrei Satora: Arthur
- Juan Carlos Arango: Aurelio
- Alejandro Buenaventura: Roberto Almeida
- Haydée Ramírez: Márcia Fontana
- Silvio Ángel: Buitrago
- Ivan Rodriguez: Reinaldo Perez
- Rey Vasquez: Homem da Guarita/Porteiro
- Luz Dari Beltran: Josefina
- Gloria Amparo: Carmona Leonor
- Graciela: Jackeline Henriquez

## Trilha sonora
No início da produção de Café, as canções e músicas não eram uma parte importante, mas após a atriz Margarita Rosa de Francisco gravar a música "Gaviota" usada como abertura da telenovela, Josefina Severino Schlegel, compositora e produtora musical da novela, e o autor Fernando Gaitán, notaram que havia espaço para mais músicas na trama, e as canções da protagonista foram incluídas e adicionadas ao enredo. Após o êxito da novela, a gravadora colombiana Sonolux lançou o primeiro álbum em 1994, e, devido ao sucesso, um segundo álbum em 1995. Após o sucesso da trilha sonora de Café, con aroma de mujer, a atriz Margarita Rosa de Francisco lançou três álbuns solos entre 1997 e 2012, eventualmente contribuindo em novelas que atua.

### Álbuns
Café Con Aroma De Mujer
Gravadora: Sonolux
Ano: 1994
Formato: LP, CD, K7
| N.º            | Título                                       | Letras                | Música            | Artista                                    | Duração |  |
| 1.             | "Gaviota (Ranchera)"                         | Carmenza Gómez        | Josefina Severino | Margarita Rosa de Francisco                | 3:30    |  |
| 2.             | "Aroma de Mujer (Bolero)"                    | Fernando Gaitán       | Josefina Severino | Margarita Rosa de Francisco e Guy Ecker    | 3:36    |  |
| 3.             | "Entre dos Fuegos (Vals)"                    | Liliana Cadavid       | Josefina Severino | Margarita Rosa de Francisco                | 3:38    |  |
| 4.             | "Volverán Las Oscuras Golondrinas (Bambuco)" | Gustavo Adolvo Bécker | Josefina Severino | Luz Angela Jiménez / Victoria E. Hernández | 3:19    |  |
| 5.             | "Tango (Instrumental)"                       |                       | Josefina Severino | Margarita Rosa de Francisco                | 2:11    |  |
| 6.             | "Mal Amor (Tango)"                           | Carmenza Gómez        | Josefina Severino | Margarita Rosa de Francisco                | 3:17    |  |
| 7.             | "Gaviota (Vals)"                             | Carmenza Gómez        | Josefina Severino | Luz Angela Jiménez / Victoria E. Hernández | 3:01    |  |
| 8.             | "Sangra Un Corazón (Tango)"                  | Carmenza Gómez        | Josefina Severino | Luís Andrés Penagos                        | 2:11    |  |
| 9.             | "Melancolía (Instrumental)"                  |                       | Josefina Severino | Margarita Rosa de Francisco                | 3:44    |  |
| 10.            | "Mal Amor (Tango Instrumental)"              |                       | Josefina Severino | Margarita Rosa de Francisco                | 3:16    |  |
| Duração total: | Duração total:                               | Duração total:        | Duração total:    | Duração total:                             | 31:43   |  |

Café Con Aroma De Mujer Volumen 2
Gravadora: Sonolux
Ano: 1995
Formato: LP, CD, K7
| N.º            | Título                          | Letras                      | Música            | Artista                     | Duração |  |
| 1.             | "A Mi Pesar (Ranchera)"         | Ramón de Campoamor          | Josefina Severino | Margarita Rosa de Francisco | 3:21    |  |
| 2.             | "As De Corazones (Ranchera)"    | Carmenza Gómez              | Josefina Severino | Margarita Rosa de Francisco | 4:41    |  |
| 3.             | "Como Si Nada (Corrido)"        | Carmenza Gómez              | Josefina Severino | Margarita Rosa de Francisco | 4:43    |  |
| 4.             | "Como Un Cristal (Ranchera)"    | Fernando Gaitán             | Josefina Severino | Margarita Rosa de Francisco | 3:03    |  |
| 5.             | "Vuelve (Bolero)"               | L. K. Kavafis               | Josefina Severino | Margarita Rosa de Francisco | 5:18    |  |
| 6.             | "Gaviota (Son)"                 | Carmenza Gómez              | Josefina Severino | Margarita Rosa de Francisco | 3:10    |  |
| 7.             | "Cafe - Cafe (Son)"             | Margarita Rosa de Francisco | Josefina Severino | Margarita Rosa de Francisco | 3:37    |  |
| 8.             | "Ni Soy Rio, Ni Soy Flor (Son)" | Margarita Rosa de Francisco | Josefina Severino | Margarita Rosa de Francisco | 3:02    |  |
| 9.             | "Chapolera (Son)"               | Margarita Rosa de Francisco | Josefina Severino | Margarita Rosa de Francisco | 2:58    |  |
| 10.            | "Inquietud (Bolero)"            | Carmenza Gómez              | Josefina Severino | Margarita Rosa de Francisco | 4:22    |  |
| Duração total: | Duração total:                  | Duração total:              | Duração total:    | Duração total:              | 38:15   |  |

## Exibição no Brasil
Foi exibida pelo SBT entre 5 de março de 2001 a 3 de setembro de 2001, em 157 capítulos, às 20h15, substituindo Esmeralda e sendo substituída por Pícara Sonhadora.
Foi reprisada pela primeira vez pelo SBT entre 8 de agosto de 2005 a 31 de março de 2006, substituindo Pequena Travessa e substituída por Laços de Amor.
Foi reprisada pela segunda vez entre 20 de janeiro de 2014 e 4 de agosto de 2014, desta vez com 139 capítulos, substituindo Maria do Bairro e sendo substituída pela telenovela brasileira Esmeralda.

### Audiência
Em sua primeira exibição em 2001, teve média de 18 pontos no Ibope, na época competia durante 30 minutos com a novela da Rede Globo Porto dos Milagres e ficava entre 16 e 17 pontos no Ibope.
Em sua primeira reprise em 2005, a trama teve média de 8.79 pontos, um sucesso para o SBT, chegando a marcar 11 pontos.
Em sua segunda reprise em 2014, teve média de 4.63 pontos, sendo considerada um sucesso para o SBT. A audiência oscilava entre 4 e 6 pontos diariamente.

### Dublagem
A dublagem foi encomendada pelo SBT e foi realizada pelo estúdio Herbert Richers e teve a direção de Peterson Adriano, com tradução de Manolo Rey.
- Telma da Costa: Teresa Suárez / Carolina Olivares Maldonado / Gaviota, adaptado para Gaivota[27][28]
- Peterson Adriano: Sebastián Vallejo, adaptado para Sebastião Vallejo
- Nestor Chiesse: Ivan Vallejo Sáenz
- Fabíola Giardino: Lucrecia Rivas De Vallejo
- Nair Amorim: Lucía Sandoval Falcón de Vallejo
- Andrea Murucci: Carmenza Suárez, adaptado para Carmela Soares
- Cláudia Martins: Cecilia de Vallejo
- Rita Lopes: Marcela Vallejo Cortéz
- Izabel Lira: Paula Vallejo Cortéz
- Carlos Marques: Miguel Alfonso Tejeiros, adaptado para Miguel Teixeira
- Luiz Carlos Persy: Francisco Vallejo
- Carmen Sheila: Ángela Sáenz de Vallejo
- Francisco Quintiliano: Bernardo Vallejo Sáenz
- Alexandre Moreno: Mauricio Salinas, adaptado para Mauro Salinas
- Duda Espinoza: Harold McLein
- Fernanda Crispim: Daniela Reyes
- Carlos Seidl: Jorge Latorre
- Duda Ribeiro: Aurelio
- Ayrton Cardoso: Roberto Almeida
- Mabel Cezar: Márcia Fontana
- Lauro Fabiano: Reinaldo Perez
- Mônica Rossi: Josefina
- Sylvia Salustti: Carmona Leonor
- Christiane Monteiro: Matilde
- Adalmária Mesquita: Graciela
- Hélio Ribeiro: Gian Carlo

A versão brasileira tema da novela, Gaivota, é interpretada pela cantora country Sandra Porto, com direção musical de Cayon Gadia, produtor musical do SBT responsável pela trilha sonora de várias novelas da emissora, letras adaptadas e traduzidas por Claudio Rabelo.

## Adaptações e remake
Duas adaptações mexicanas e um remake colombiano de Café, com aroma de mujer foram produzidas.
- (2001) Cuando seas mía (lit. Quando Você for Minha): realizada pela Azteca Trece (atual Azteca Uno), que em 1995 havia transmitida a versão original, produzida por Rafael Gutiérrez e protagonizada por Silvia Navarro e Sergio Basañez como Paloma e Diego.[31]
- (2007) Destilando amor: produzida pela Televisa e exibida em Canal de las Estrellas. Produzida por Nicandro Díaz e protagonizada por Eduardo Yáñez e Angélica Rivera, com a ambientação da plantação de café sendo substituída por uma de agave, suculenta utilizada na fabricação da tequila. Foi exibida no Brasil pelo SBT em 2007.[32][33]
- (2021) Café con aroma de mujer: com produção da RCN e distribuição RCN e Telemundo,[34][35] estreou na Colômbia em 10 de maio de 2021 e nos Estados Unidos em 25 de maio de 2021.[36] Protagonizado por Laura Londoño e William Levy, junto com Carmen Villalobos, Diego Cadavid e Mabel Moreno como antagonistas.[37][38][39] A música de abertura e as canções da trilha sonoras são interpretadas por Laura Londoño.[40]

## Prêmios e nomeações
| Ano  | Premiação                                   | Categoria                                 | Trabalho                    | Resultado | Ref.   |
| ---- | ------------------------------------------- | ----------------------------------------- | --------------------------- | --------- | ------ |
| 1995 | Prêmio TVyNovelas                           | Melhor telenovela                         | Melhor telenovela           | Venceu    |        |
| 1995 | Prêmio TVyNovelas                           | Melhor atriz protagonista de telenovela   | Margarita Rosa de Francisco | Venceu    |        |
| 1995 | Prêmio TVyNovelas                           | Melhor ator protagonista de telenovela    | Guy Ecker                   | Venceu    |        |
| 1995 | Prêmio TVyNovelas                           | Melhor ator coadjuvante de telenovela     | Cristóbal Errázuriz         | Venceu    |        |
| 1995 | Prêmio TVyNovelas                           | Melhor atriz de coadjuvante de telenovela | Danna García                | Indicado  |        |
| 1995 | Prêmio TVyNovelas                           | Melhor atriz de coadjuvante de telenovela | Alejandra Borrero           | Indicado  |        |
| 1995 | Prêmio TVyNovelas                           | Melhor atriz revelação do ano             | Claudia Liliana González    | Venceu    |        |
| 1995 | Prêmio TVyNovelas                           | Melhor autor de telenovela ou série       | Fernando Gaitan             | Indicado  |        |
| 1995 | Prêmio TVyNovelas                           | Melhor diretor de telenovela ou série     | Pepe Sánchez                | Venceu    |        |
| 1995 | Prêmio TVyNovelas                           | Prêmio especial de cantora revelação      | Margarita Rosa de Francisco | Venceu    |        |
| 1995 | Prêmio India Catalina                       | Melhor telenovela                         | Melhor telenovela           | Venceu    | [ 41 ] |
| 1995 | Prêmio India Catalina                       | Melhor atriz protagonista de telenovela   | Margarita Rosa de Francisco | Venceu    | [ 41 ] |
| 1995 | Prêmio India Catalina                       | Melhor atriz coadjuvante de telenovela    | Constanza Duque             | Venceu    | [ 41 ] |
| 1995 | Prêmio India Catalina                       | Melhor ator coadjuvante de telenovela     | Juan Ángel                  | Venceu    | [ 41 ] |
| 1995 | Prêmio India Catalina                       | Melhor autor de telenovela                | Fernando Gaitán             | Venceu    | [ 41 ] |
| 1995 | Prêmio India Catalina                       | Melhor diretor de telenovela              | Pepe Sánchez                | Venceu    | [ 41 ] |
| 1995 | Prêmio Nacional de Periodismo Simón Bolívar | Melhor telenovela                         | Melhor telenovela           | Venceu    |        |
| 1995 | Prêmio Nacional de Periodismo Simón Bolívar | Melhor atriz protagonista de telenovela   | Margarita Rosa de Francisco | Venceu    |        |
| 1995 | Prêmio Nacional de Periodismo Simón Bolívar | Melhor atriz coadjuvante de telenovela    | Constanza Duque             | Venceu    |        |
| 1995 | Prêmio Nacional de Periodismo Simón Bolívar | Melhor atriz coadjuvante de telenovela    | Alejandra Borrero           | Indicado  |        |
| 1995 | Prêmio Nacional de Periodismo Simón Bolívar | Melhor ator coadjuvante de telenovela     | Santiago Bejarano           | Indicado  |        |
| 1995 | Prêmio Nacional de Periodismo Simón Bolívar | Melhor autor de telenovela                | Fernando Gaitán             | Venceu    |        |
| 1995 | Prêmio Nacional de Periodismo Simón Bolívar | Melhor diretor de telenovela              | Pepe Sánchez                | Venceu    |        |